# Марокко на літніх Олімпійських іграх 2016
Марокко на літніх Олімпійських іграх 2016 був представлений 51 спортсменом у 13 видах спорту.

## Медалісти
| Медалі | Спортсмени     | Вид спорту | Дисципліна         | Дата      |
| ------ | -------------- | ---------- | ------------------ | --------- |
| Бронза | Мохаммед Рабії | Бокс       | чоловіки, до 69 кг | 15 серпня |

## Легка атлетика
Легенда
- Note – для трекових дисциплін місце вказане лише для забігу, в якому взяв участь спортсмен
- Q = пройшов у наступне коло напряму
- q = пройшов у наступне коло за добором (для трекових дисциплін - найшвидші часи серед тих, хто не пройшов напряму; для технічних дисциплін - увійшов до визначеної кількості фіналістів за місцем якщо напряму пройшло менше спортсменів, ніж визначена кількість)
- NR = Національний рекорд
- N/A = Коло відсутнє у цій дисципліні
- Bye = спортсменові не потрібно змагатися у цьому колі

Трекові і шосейні дисципліни
Чоловіки
| Спортсмен               | Дисципліна           | Попередній забіг | Попередній забіг | Чвертьфінал | Чвертьфінал | Півфінал        | Півфінал        | Фінал           | Фінал           |
| Спортсмен               | Дисципліна           | Результат        | Місце            | Результат   | Місце       | Результат       | Місце           | Результат       | Місце           |
| ----------------------- | -------------------- | ---------------- | ---------------- | ----------- | ----------- | --------------- | --------------- | --------------- | --------------- |
| Азіз Оухаді             | 100 м                | Bye              | Bye              | 10.34       | 6           | Завершив виступ | Завершив виступ | Завершив виступ | Завершив виступ |
| Абделаті Ель Гюссе      | 800 м                | DNF              | DNF              | Н/Д         | Н/Д         | Завершив виступ | Завершив виступ | Завершив виступ | Завершив виступ |
| Мостафа Смаїлі          | 800 м                | 1:49.29          | 2 Q              | Н/Д         | Н/Д         | 1:45.78         | 5               | Завершив виступ | Завершив виступ |
| Фуад Ель-Каам           | 1500 м               | 3:39.51          | 6 Q              | Н/Д         | Н/Д         | 3:40.93         | 9               | Завершив виступ | Завершив виступ |
| Абдалааті Ігідер        | 1500 м               | 3:38.40          | 3 Q              | Н/Д         | Н/Д         | 3:40.11         | 6 q             | 3:50.58         | 5               |
| Брагім Каазусі          | 1500 м               | 3:47.39          | 6 Q              | Н/Д         | Н/Д         | 3:48.66         | 13              | Завершив виступ | Завершив виступ |
| Суфіян Букантар         | 5000 м               | 13:56.55         | 18               | Н/Д         | Н/Д         | Н/Д             | Н/Д             | Завершив виступ | Завершив виступ |
| Younès Essalhi          | 5000 м               | 13:41.41         | 14               | Н/Д         | Н/Д         | Н/Д             | Н/Д             | Завершив виступ | Завершив виступ |
| Суф'ян ель Баккалі      | 3000 м з перешкодами | 8:25.17          | 2 Q              | Н/Д         | Н/Д         | Н/Д             | Н/Д             | 8:14.35         | 4               |
| Хамід Еззіне            | 3000 м з перешкодами | 8:27.69          | 5 q              | Н/Д         | Н/Д         | Н/Д             | Н/Д             | DNF             | DNF             |
| Хішам Сігені            | 3000 м з перешкодами | 8:27.82          | 7                | Н/Д         | Н/Д         | Н/Д             | Н/Д             | Завершив виступ | Завершив виступ |
| Абдельмаджид Ель-Хіссуф | Марафон              | Н/Д              | Н/Д              | Н/Д         | Н/Д         | Н/Д             | Н/Д             | 2:20:29         | 68              |
| Рашид Кісрі             | Марафон              | Н/Д              | Н/Д              | Н/Д         | Н/Д         | Н/Д             | Н/Д             | 2:21:00         | 73              |

Жінки
| Спортсменка        | Дисципліна           | Попередній забіг | Попередній забіг | Півфінал         | Півфінал         | Фінал            | Фінал            |
| Спортсменка        | Дисципліна           | Результат        | Місце            | Результат        | Місце            | Результат        | Місце            |
| ------------------ | -------------------- | ---------------- | ---------------- | ---------------- | ---------------- | ---------------- | ---------------- |
| Маліка Аккауї      | 800 м                | 2:00.52          | 4                | Завершила виступ | Завершила виступ | Завершила виступ | Завершила виступ |
| Рабабе Арафі       | 800 м                | DNF              | DNF              | Завершила виступ | Завершила виступ | Завершила виступ | Завершила виступ |
| Маліка Аккауї      | 1500 м               | 4:07.42          | 5 Q              | 4:08.55          | 8                | Завершила виступ | Завершила виступ |
| Рабабе Арафі       | 1500 м               | 4:06.63          | 4 Q              | 4:05.60          | 7 q              | 4:15.16          | 12               |
| Сігам Гілалі       | 1500 м               | 4:13.46          | 9                | Завершила виступ | Завершила виступ | Завершила виступ | Завершила виступ |
| Хайят Ламбаркі     | 400 м з бар'єрами    | 1:00.83          | 6                | Н/Д              | Н/Д              | Завершила виступ | Завершила виступ |
| Salima Ouali Alami | 3000 м з перешкодами | 9:44.83          | 10               | Н/Д              | Н/Д              | Завершила виступ | Завершила виступ |
| Фадва Сіді Мадане  | 3000 м з перешкодами | 9:32.94          | 11               | Н/Д              | Н/Д              | Завершила виступ | Завершила виступ |
| Кавтар Булаід      | Марафон              | Н/Д              | Н/Д              | Н/Д              | Н/Д              | DNF              | DNF              |

## Бокс
Чоловіки
| Спортсмен       | Категорія   | 1/16 фіналу          | 1/8 фіналу          | Чвертьфінали         | Півфінали          | Фінал              | Фінал           |
| Спортсмен       | Категорія   | Суперник Результат   | Суперник Результат  | Суперник Результат   | Суперник Результат | Суперник Результат | Місце           |
| --------------- | ----------- | -------------------- | ------------------- | -------------------- | ------------------ | ------------------ | --------------- |
| Ашраф Харрубі   | до 52 кг    | Мокхото (LES) W 3–0  | Вейтія (CUB) L 0–3  | Завершив виступ      | Завершив виступ    | Завершив виступ    | Завершив виступ |
| Мохамед Хамут   | до 56 кг    | Буценко (UKR) W 2–0  | Рамірес (CUB) L 1–2 | Завершив виступ      | Завершив виступ    | Завершив виступ    | Завершив виступ |
| Мохаммед Рабії  | до 69 кг    | Bye                  | Оквірі (KEN) W 3–0  | Доннеллі (IRL) W 2–1 | Гіясов (UZB) L 0–3 | Завершив виступ    | 3               |
| Хассан Саада    | до 81 кг    | Унал (TUR) L WO      | Завершив виступ     | Завершив виступ      | Завершив виступ    | Завершив виступ    | Завершив виступ |
| Мохамед Арджауї | понад 91 кг | Маджидов (AZE) L 0–3 | Завершив виступ     | Завершив виступ      | Завершив виступ    | Завершив виступ    | Завершив виступ |

Жінки
| Спортсменка      | Категорія | 1/8 фіналу           | Чвертьфінали         | Півфінали           | Фінал               | Фінал            |
| Спортсменка      | Категорія | Суперниця Результат  | Суперниця Результат  | Суперниця Результат | Суперниця Результат | Місце            |
| ---------------- | --------- | -------------------- | -------------------- | ------------------- | ------------------- | ---------------- |
| Зохра Ез-Захрауї | до 51 кг  | Урамуне (FRA) L 0–3  | Завершила виступ     | Завершила виступ    | Завершила виступ    | Завершила виступ |
| Хаснаа Лашгар    | до 60 кг  | Цзюньхуа (CHN) L 0–3 | Завершила виступ     | Завершила виступ    | Завершила виступ    | Завершила виступ |
| Хадіжа Ель-Марді | до 75 кг  | Bye                  | Шакімова (KAZ) L 0–3 | Завершила виступ    | Завершила виступ    | Завершила виступ |

## Веслування на байдарках і каное

### Слалом
| Спортсмен    | Дисципліна | Попередній раунд | Попередній раунд | Попередній раунд | Попередній раунд | Попередній раунд | Попередній раунд | Півфінал         | Півфінал         | Фінал            | Фінал            |
| Спортсмен    | Дисципліна | Заплив 1         | Місце            | Заплив 2         | Місце            | Кращий           | Місце            | Час              | Місце            | Час              | Місце            |
| ------------ | ---------- | ---------------- | ---------------- | ---------------- | ---------------- | ---------------- | ---------------- | ---------------- | ---------------- | ---------------- | ---------------- |
| Хінд Джамілі | жінки Б-1  | 153.00           | 20               | 149.87           | 18               | 149.87           | 21               | Завершила виступ | Завершила виступ | Завершила виступ | Завершила виступ |

## Велоспорт

### Шосе
| Спортсмен           | Дисципліна                         | Час          | Місце        |
| ------------------- | ---------------------------------- | ------------ | ------------ |
| Анасс Аїт Ель-Абдія | Групова шосейна гонка (чоловіки)   | 6:30:05      | 47           |
| Суфіан Хадді        | Групова шосейна гонка (чоловіки)   | Не фінішував | Не фінішував |
| Моухссіне Лахсаіні  | Групова шосейна гонка (чоловіки)   | Не фінішував | Не фінішував |
| Моухссіне Лахсаіні  | роздільна шосейна гонка (чоловіки) | 1:25:11.72   | 33           |

## Кінний спорт

### Конкур
| Спортсмен           | Кінь                | Дисципліна    | Кваліфікація | Кваліфікація | Кваліфікація | Кваліфікація | Кваліфікація | Кваліфікація    | Кваліфікація    | Кваліфікація    | Фінал           | Фінал           | Фінал           | Фінал           | Фінал           | Загалом         | Загалом         |
| Спортсмен           | Кінь                | Дисципліна    | Раунд 1      | Раунд 1      | Раунд 2      | Раунд 2      | Раунд 2      | Раунд 3         | Раунд 3         | Раунд 3         | Фінал A         | Фінал A         | Фінал B         | Фінал B         | Фінал B         | Загалом         | Загалом         |
| Спортсмен           | Кінь                | Дисципліна    | Штрафні очки | Місце        | Штрафні очки | Загалом      | Місце        | Штрафні очки    | Загалом         | Місце           | Штрафні очки    | Місце           | Штрафні очки    | Загалом         | Місце           | Штрафні очки    | Місце           |
| ------------------- | ------------------- | ------------- | ------------ | ------------ | ------------ | ------------ | ------------ | --------------- | --------------- | --------------- | --------------- | --------------- | --------------- | --------------- | --------------- | --------------- | --------------- |
| Абделькебір Оуаддар | Quickly de Kreisker | Індивідуальні | 4            | =27 Q        | 9            | 13           | 50           | Завершив виступ | Завершив виступ | Завершив виступ | Завершив виступ | Завершив виступ | Завершив виступ | Завершив виступ | Завершив виступ | Завершив виступ | Завершив виступ |

## Фехтування
| Спортсмен     | Дисципліна                   | 1/32 фіналу        | 1/16 фіналу        | 1/8 фіналу         | Чвертьфінал        | Півфінал           | Фінал / БМ         | Фінал / БМ       |
| Спортсмен     | Дисципліна                   | Суперник Результат | Суперник Результат | Суперник Результат | Суперник Результат | Суперник Результат | Суперник Результат | Місце            |
| ------------- | ---------------------------- | ------------------ | ------------------ | ------------------ | ------------------ | ------------------ | ------------------ | ---------------- |
| Юссра Зекрані | індивідуальна рапіра (жінки) | Н/Д                | Le Hl (CHN) L 4–15 | Завершила виступ   | Завершила виступ   | Завершила виступ   | Завершила виступ   | Завершила виступ |

## Гольф
| Спортсмен    | Дисципліна | Раунд 1   | Раунд 2   | Раунд 3   | Раунд 4   | Загалом   | Загалом | Загалом |
| Спортсмен    | Дисципліна | Результат | Результат | Результат | Результат | Результат | Пар     | Місце   |
| ------------ | ---------- | --------- | --------- | --------- | --------- | --------- | ------- | ------- |
| Маха Гаддіуї | жінки      | 82        | 76        | 80        | 77        | 315       | +31     | 59      |

## Дзюдо
| Спортсмен    | Категорія           | 1/32 фіналу        | 1/16 фіналу              | 1/8 фіналу               | Чвертьфінали       | Півфінали          | Втішний поєдинок   | Фінал / БМ         | Фінал / БМ       |
| Спортсмен    | Категорія           | Суперник Результат | Суперник Результат       | Суперник Результат       | Суперник Результат | Суперник Результат | Суперник Результат | Суперник Результат | Місце            |
| ------------ | ------------------- | ------------------ | ------------------------ | ------------------------ | ------------------ | ------------------ | ------------------ | ------------------ | ---------------- |
| Імад Бассу   | до 66 кг (чоловіки) | Bye                | Katz (AUS) W 001–000     | Bouchard (CAN) L 000–001 | Завершив виступ    | Завершив виступ    | Завершив виступ    | Завершив виступ    | Завершив виступ  |
| Різлен Зуак  | до 63 кг (жінки)    | Н/Д                | Монхзаяа (MGL) L 000–101 | Завершила виступ         | Завершила виступ   | Завершила виступ   | Завершила виступ   | Завершила виступ   | Завершила виступ |
| Ассмаа Ньянг | до 70 кг (жінки)    | Н/Д                | Портела (BRA) L 000–001  | Завершила виступ         | Завершила виступ   | Завершила виступ   | Завершила виступ   | Завершила виступ   | Завершила виступ |

## Стрільба
| Спортсмен    | Дисципліна            | Кваліфікація | Кваліфікація | Півфінал        | Півфінал        | Фінал           | Фінал           |
| Спортсмен    | Дисципліна            | Очки         | Місце        | Очки            | Місце           | Очки            | Місце           |
| ------------ | --------------------- | ------------ | ------------ | --------------- | --------------- | --------------- | --------------- |
| Мохамед Рама | трап (чоловіки)       | 108          | 30           | Завершив виступ | Завершив виступ | Завершив виступ | Завершив виступ |
| Мохамед Рама | дубль-трап (чоловіки) | 115          | 21           | Завершив виступ | Завершив виступ | Завершив виступ | Завершив виступ |

Пояснення до кваліфікації: Q = Пройшов у наступне коло; q = Кваліфікувався щоб змагатись у поєдинку за бронзову медаль

## Плавання
| Спортсмен     | Дисципліна                       | Попередній заплив | Попередній заплив | Півфінал         | Півфінал         | Фінал            | Фінал            |
| Спортсмен     | Дисципліна                       | Час               | Місце             | Час              | Місце            | Час              | Місце            |
| ------------- | -------------------------------- | ----------------- | ----------------- | ---------------- | ---------------- | ---------------- | ---------------- |
| Дрісс Лахрічі | 100 метрів на спині (чоловіки)   | 58.01             | 36                | Завершив виступ  | Завершив виступ  | Завершив виступ  | Завершив виступ  |
| Нура Мана     | 50 метрів вільним стилем (жінки) | 28.20             | 59                | Завершила виступ | Завершила виступ | Завершила виступ | Завершила виступ |

## Тхеквондо
| Спортсмен    | Категорія           | 1/8 фіналу           | Чвертьфінали             | Півфінали          | Втішний поєдинок         | Фінал / БМ          | Фінал / БМ |
| Спортсмен    | Категорія           | Суперник Результат   | Суперник Результат       | Суперник Результат | Суперник Результат       | Суперник Результат  | Місце      |
| ------------ | ------------------- | -------------------- | ------------------------ | ------------------ | ------------------------ | ------------------- | ---------- |
| Омар Хаджамі | до 58 кг (чоловіки) | Ашурзаде (IRI) W 4–3 | Zhao S (CHN) L 1–8       | Завершив виступ    | Тортоса (ESP) L 1–4      | Завершив виступ     | 7          |
| Наїма Баккал | до 57 кг (жінки)    | Джонс (GBR) L 4–12   | Завершила виступ         | Завершила виступ   | Асемані (BEL) L 0–12 PTG | Завершила виступ    | 7          |
| Віам Діслам  | понад 67 кг (жінки) | Родрігес (DOM) W 5–1 | Еспіноса (MEX) L 2–3 SUD | Завершила виступ   | Алора (PHI) W 7–5        | Волкден (GBR) L 1–7 | 5          |

## Важка атлетика
| Спортсмен        | Категорія           | Ривок     | Ривок | Поштовх   | Поштовх | Загалом | Місце |
| Спортсмен        | Категорія           | Результат | Місце | Результат | Місце   | Загалом | Місце |
| ---------------- | ------------------- | --------- | ----- | --------- | ------- | ------- | ----- |
| Халід Ель-Аабіді | до 85 кг (чоловіки) | 120       | 22    | 165       | 20      | 285     | 20    |
| Саміра Оюсс      | до 75 кг (жінки)    | 75        | 14    | 97        | 14      | 172     | 14    |

## Боротьба
Легенда:
- VT – Перемога на туше.
- PP – Перемога за очками – з технічними очками в того, хто програв.
- PO – Перемога за очками – без технічних очок в того, хто програв.
- ST – Перемога за явної переваги – різниця в очках становить принаймні 8 (греко-римська боротьба) або 10 (вільна боротьба) очок, без технічних очок у того, хто програв.
- SP – Перемога за явної переваги – різниця в очках становить принаймні 8 (греко-римська боротьба) або 10 (вільна боротьба) очок, з технічними очками в того, хто програв.

Чоловіки
| Спортсмен    | Категорія | Кваліфікація           | 1/8 фіналу         | Чвертьфінал        | Півфінал           | Втішний поєдинок 1 | Втішний поєдинок 2 | Фінал / БМ         | Фінал / БМ |
| Спортсмен    | Категорія | Суперник Результат     | Суперник Результат | Суперник Результат | Суперник Результат | Суперник Результат | Суперник Результат | Суперник Результат | Місце      |
| ------------ | --------- | ---------------------- | ------------------ | ------------------ | ------------------ | ------------------ | ------------------ | ------------------ | ---------- |
| Шакір Ансарі | до 57 кг  | Лачінов (BLR) L 1–4 SP | Завершив виступ    | Завершив виступ    | Завершив виступ    | Завершив виступ    | Завершив виступ    | Завершив виступ    | 13         |

Греко-римська боротьба
| Спортсмен      | Категорія | Кваліфікація       | 1/8 фіналу            | Чвертьфінал        | Півфінал           | Втішний поєдинок 1 | Втішний поєдинок 2 | Фінал / БМ         | Фінал / БМ |
| Спортсмен      | Категорія | Суперник Результат | Суперник Результат    | Суперник Результат | Суперник Результат | Суперник Результат | Суперник Результат | Суперник Результат | Місце      |
| -------------- | --------- | ------------------ | --------------------- | ------------------ | ------------------ | ------------------ | ------------------ | ------------------ | ---------- |
| Мехді Мессауді | до 59 кг  | Bye                | Тільке (USA) L 0–4 ST | Завершив виступ    | Завершив виступ    | Завершив виступ    | Завершив виступ    | Завершив виступ    | 17         |
| Зієд Аєт Ікрам | до 75 кг  | Bye                | Yang B (CHN) L 0–3 PO | Завершив виступ    | Завершив виступ    | Завершив виступ    | Завершив виступ    | Завершив виступ    | 19         |